# Poșta Elan
Poșta Elan – wieś w Rumunii, w okręgu Vaslui, w gminie Vutcani. W 2011 roku liczyła 194 mieszkańców.